# Гулиев, Игбал Адиль оглы
Гулиев Игбал Адиль оглы (7 февраля 1989, Баку, СССР) — российский учёный в области топливно-энергетического комплекса, кандидат экономических наук (2013). Заместитель директора Международного института энергетической политики и дипломатии МГИМО.

## Образование
Учился в Московском Государственном университете (МГУ) им М. В. Ломоносова. В 2010 году окончил факультет государственного управления по специальности «Антикризисное управление». В 2013 году завершил аспирантуру Международного института энергетической политики и дипломатии МГИМО и защитил диссертацию на соискание ученой степени кандидата экономических наук .

## Научная и педагогическая деятельность
Доцент базовой кафедры ПАО «Транснефть» и кафедры управления инновациями МГИМО. Выступает с лекциями для дипломатов, также проводит публичные семинары для государственных служащих. Является участником в выполнении научно-исследовательских работ в интересах ведущих нефтегазовых компаний мира. Неоднократно становился победителем конкурса молодых ученых МГИМО.На ключевых международных и российских форумах в нефтяной и газовой области выступает в качестве докладчика.Принимает участие в экспертных консультациях ряда отраслевых министерств и компаний.

## Достижения
За значительные заслуги в сфере образования и многолетний добросовестный труд удостоен Благодарности Министерства науки и высшего образования РФ . Финалист конкурса руководителей «Лидеры России» в 2020 году .

## Общественная деятельность
- Член Экспертного совета Государственной Думы ФС РФ (Комитет Государственной Думы по экономической политике, промышленности, инновационному развитию и предпринимательству).[16]

- Эксперт Российского Совета по международным делам.[17]

- Член Российской ассоциации по международным исследованиям.[18]

- Член Научно-Экспертного Совета по вопросам энергетики Евразийской экономической комиссии.[19]

- Член Экспертного совета Российского газового общества.[20]

- Член международного дискуссионного клуба «Валдай».[21]

- Член редакционных коллегий и советов ряда научных журналов: Экологический вестник России[22], Евразийский юридический журнал[23] и др.

## Публикации
На 2021 год написал 151 научную работу, включая статьи и монографии . Периодически дает комментарии и публикует статьи на широко известных интернет-ресурсах, в российских и международных СМИ.

### Научные труды
- Креативный менеджмент / Салыгин В. И., Савина М. В., Степанов А. А., Антонова Л. И., Гулиев И. А., Золотарева А. Ф., Красюкова Н. Л., Морозова Н. В., Рыбин М. В., Пшехоцка И., Собонь Я., Степанов И. А. Учебник / Под ред. А. А. Степанова и М. В. Савиной. Москва, 2021. (5-е изд.) — учебник[28]

- Международная безопасность. Глобальные и региональные акторы // Антюхова Е. А., Арапова Е. Я., Артеев С. П., Боришполец К. П., Веселовский С. С., Гулиев И. А., Зиновьева Е. С., Истомин И. А., Касаткин П. И., Колдунова Е. В., Кузнецов Д. А., Лебедева М. М., Морозов В. М., Надточей Ю. И., Никитин А. И., Никитина Ю. А., Рустамова Л. Р., Харкевич М. В., Чернявский С. И., Шебалина Е. О. и др. Отв. ред. М. М. Лебедева, Ю. А. Никитина. Москва, 2020 .[29]
- Государственное антикризисное управление в нефтяной отрасли. /Бобылева А. З., Львова О. А., Пеганова О. М., Теплова Т. В., Попова С. С., Судас Л. Г., Гулиев И. А., Жаворонкова Е. Н./ Москва, 2018[27].
- Гулиев И. А., Иванова Н. А. Топливно-энергетический комплекс стран Азиатско-Тихоокеанского региона: учебное пособие / Москва: Экономика, 2019[30]
- Гулиев И.А. Современная специфика кризиса на рынке нефти с выходом России из соглашения ОПЕК+/Журнал "Экологический вестник России"/Москва, 2020[31]
- Гулиев И.А. Кризисное состояние современного рынка нефти, как результат трудноразрешимых противоречий/Журнал "Экологический вестник России"/Москва, 2020[32]
- Гулиев И.А. Политика Российских нефтегазовых компаний в сфере сохранения компонентов биологического разнообразия морских экосистем/Журнал "Евразийский юридический журнал"/Москва, 2019[33]
- The prospects of conventional and alternative energy production in the countries of the Balkan Peninsula (In the context of developing economic indicators) International Journal of Energy Economics and Policy. 2020[34]
- Drivers of deepening the BRICS countries partnership (based on a comparative analysis of national development strategies) // Espacios. 2019[35]
- Global shale revolution: Successes, challenges, and prospects // Sustainability (Switzerland). 2019[36]
- Establishment and marketing of new oil benchmarks in the structure of global oil and oil products mercantile trade: The russian case // International Journal of Energy Economics and Policy. 2018[37]
- The Role of Fuel and Energy Sector in the Eurasian Economic Community Integration Process // International Journal of Energy Economics and Policy. 2017[38]
- Russian foreign energy policy within the conditions of credibility gap // Proceedings of the 30th International Business Information Management Association Conference, IBIMA 2017 — Vision 2020: Sustainable Economic development, Innovation Management, and Global Growth[39]
- Global Refining Industry in Retrospect, and Evaluation of Russia-EU Petroleum Products’ Trade Perspectives// International Journal of Energy Economics and Policy. 2017[40]
- Cooperation between United States and Canada in regulating transborder pipelines // Mezhdunarodnye Protsessy. 2017[41]
- Issues for Long-Range Projection of International Energy Markets Through the Prism of Sustainable Development// International Journal of Energy Economics and Policy. 2017[42]